# Guy Morin
Pour les articles homonymes, voir Guy Morin (homonymie) et Morin.
Guy Morin (né le 19 juin 1929 à Montréal et mort le 25 janvier 2007 à Montréal) est un coureur cycliste canadien. Il est entraîné et conseillé par Louis Quilicot, le « papa des cyclistes », au Québec. Président de l'Union cycliste du Québec en 1965, président de l'Association cycliste canadienne de 1967 à 1974. Il obtient l'organisation des  Championnats du monde de cyclisme sur route et sur piste disputés à Montréal en 1974. Il organise une vingtaine de compétitions de Six-Jours à Montréal, Québec et Toronto en collaboration avec René Cyr, René Paquin et Jean Ladouceur.
Il est intronisé au Temple de la renommée du cyclisme québécois en 1986.

## Palmarès
- 1960
  - Fitchburg Longsjo Classic